# マイク・ミラー (バスケットボール)
マイク・ミラー（Michael Lloyd Miller、1980年2月19日 - ）はアメリカ合衆国のサウスダコタ州ミッチェル出身のプロバスケットボール選手。NBAのマイアミ・ヒートなどに所属していた。身長203cm、体重99kg。

## 経歴

### 学生時代
1998年から2000年までフロリダ大学に通う。2000年には、センター以外のポジションをこなす中心選手としてユドニス・ハスレム、ドネル・ハービーらと共に、チームをNCAAファイナルへ導く。

### NBA
2000年のNBAドラフトでは、アーリーエントリーによって、彼の地元であるオーランド・マジックから全体5位指名を受けた。チームはトレイシー・マグレディとグラント・ヒルという大型補強を済ませたばかりで、ミラーに掛かる期待は即戦力というものではなかった。しかしながらヒルが故障によって戦線離脱すると、ミラーはスターターに抜擢され、徐々にNBAという厳しい環境に慣れていった。この年、ルーキーオールスターにも出場し、苦労しながらもシーズン終了までマジックの一員として活躍した。結果、ミラーはルーキー・オブ・ザ・イヤー（新人王）を獲得した。しかし、新人王にしては平均11.9得点は物足りないという意見も多く聞かれた。
2年目以降はヒルの故障が重なったこともあり、すっかりスターターに定着し、着実に頭角を現していった。そして3年目である02-03シーズンの途中、ドリュー・グッデンなどとの複数トレードでメンフィス・グリズリーズに移籍した。シーズンも終盤に差し掛かっていたので、残り16試合の出場に留まったが、ドアマットチームからの脱出を図っていたグリズリーズにとって、ミラーに掛かる期待は実に大きいものだった。
03-04シーズンは出場した65試合の全てにおいて先発出場を果たし、チームも創設以来史上初めてプレイオフに出場した。成績はマジック時代と比較すれば減少したものの、チームに貢献した。
05-06シーズンはこれまでの先発出場が一転、シックスマン（ベンチ出場では、チームへの貢献や出場時間が筆頭の選手）として起用されることになった。74試合中、先発出場はわずかに9試合のみだが、平均出場時間は30分を越えた。ミラーは6thマンとしても安定した活躍を続け、その年の6thマン賞を獲得した。
2007年1月3日のゴールデンステート・ウォリアーズ戦ではそれまでサム・マックが持っていたチーム記録を更新する9本の3ポイントシュートを決めた。2月21日のゴールデンステート・ウォリアーズ戦ではグリズリーズのチーム記録となる45得点をあげた。
08-09シーズン前、ブライアン・カーディナル、ジェイソン・コリンズ、その年のドラフト全体5位で指名されたケビン・ラブとのトレードでマルコ・ヤリッチ、アントワン・ウォーカー、グレッグ・バックナー、ドラフト全体3位で指名されたO.J.メイヨと共にミネソタ・ティンバーウルブズへ移籍した。ミネソタでは、出場時間はさほど変わらないが、平均9.9得点などキャリア最低をマークするなど低調なシーズンをおくった。
2009年6月23日、ランディ・フォイと共にオレクシー・ペチェロフ、エタン・トーマス、ダリュス・ソンガイラ、ドラフト1巡指名権とのトレードでワシントン・ウィザーズへ移籍した。
ウィザーズではギルバート・アリーナスの出場停止、カロン・バトラーやアントワン・ジェイミソンらのシーズン途中で移籍などチーム状態が良くなく、ミラー自身も肩の故障で54試合の出場に留まった。
2010年7月15日、マイアミ・ヒートと5年2500万ドルの契約を結んだ。プレシーズンの練習でレブロン・ジェームズに対する守備を行った際に負傷、数週間をサイドラインで過ごした。同年12月20日に戦列に復帰、2011年1月22日には風邪をひいたドウェイン・ウェイドに代わり先発出場し32得点をあげた。その後2012年、2013年とヒートの2連覇に貢献した。2013年6月16日、アムネスティー条項の適用でヒートからウェイブされた。
2013年7月30日、メンフィス・グリズリーズに移籍した。安定した出場機会を得て、ただ一人レギュラーシーズン、プレーオフ全試合に出場した。
2014年8月5日、クリーブランド・キャバリアーズに移籍した。12月19日に、キャブスでの先発初出場で、3ポイント8本中7本を決め、21得点を記録しブルックリン・ネッツ戦の勝利に貢献した。
2015年6月27日、ブレンダン・ヘイウッド と将来のドラフト2巡目指名権と共にポートランド・トレイルブレイザーズに金銭トレードされた。
ポートランド・トレイルブレイザーズのバイアウト後、クリアウェイバーとなり、2015年9月30日、デンバー・ナゲッツと1年契約を締結。2016年7月18日には2年間の延長契約を結んだ。

## その他
- ニックネームは「Skinny」で、これは「痩せぎす」という意味である。
- MasonとMavrickの2人の息子がいる。